# Agrupación Deportiva Alcorcón
L'Agrupación Deportiva Alcorcón S.A.D. és un club de futbol de la ciutat d'Alcorcón, a la Comunitat de Madrid. Fundat el 1971, actualment juga a Segona Divisió. L'Estadi Santo Domingo és l'estadi on juga els seus partits com a local l'Agrupación Deportiva Alcorcón. Es va inaugurar el 1999 amb un partit contra el Reial Madrid que va acabar 0-0. Té una capacitat de 5.000 espectadors, tots asseguts.

## Història
El club va ser fundat l'any 1971 per Dionisio Muñoz Jerez. L'acta fundacional del club es va signar el 20 de juliol d'aquell any. L'Alcorcón va passar aproximadament els seus primers 30 anys d'existència entre la Tercera Divisió i les lligues regionals. L'Alcorcón va jugar el seu primer partit el 8 de setembre de 1971 contra l'Atlètic de Madrid (equip juvenil) i el va perdre per 0-2, acabant en 12è lloc, i passant les temporades següents immersos en posicions mitjanes de la taula. La temporada 1999-00 assolí per primer cop l'ascens a Segona Divisió B. La temporada 2003-04, l'Alcolcórn dirigit per l'entrenador Raúl González va acabar en 10a posició a Segona Divisió B.
A la temporada 2008–09, un tercer lloc a la temporada regular va significar que l'Alcorcón pogués participar en els play-offs d'ascens per primera vegada en la seva història. Després d'eliminar la UE Sant Andreu i el CE Alcoià, el club va ser eliminat per la Real Unión d'Irun a la ronda final amb un global de 3-1 al marcador.

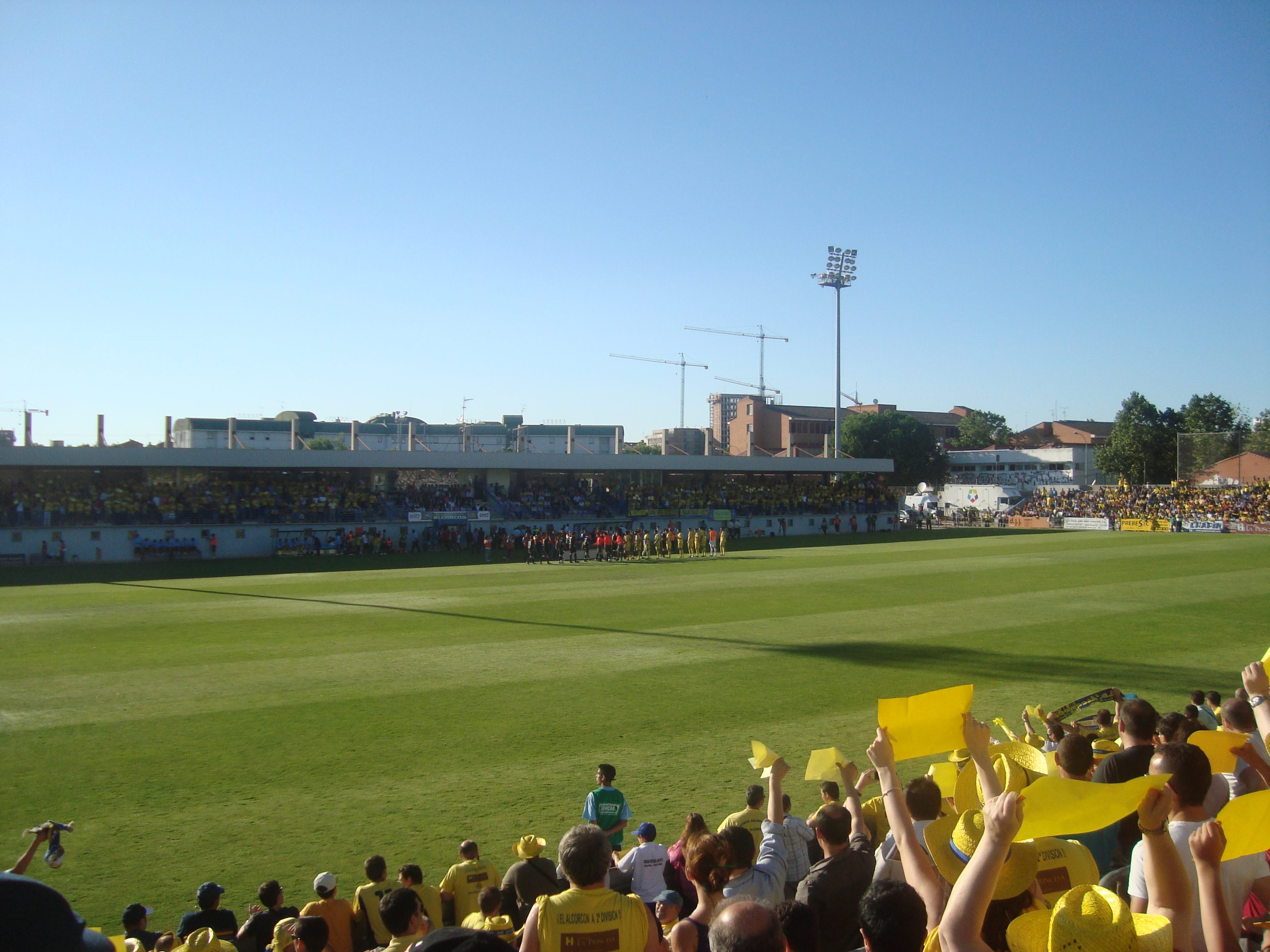
Imatge de l'estadi.

### Copa del Rei 2009–10
El 27 d'octubre de 2009, l'Alcorcón va aconseguir la victòria més famosa de la seva història després de derrotar a casa el poderós Reial Madrid CF en el partit d'anada de trenta-dosens de final de la Copa del Rei. En el primer partit oficial del club contra un equip de la màxima categoria, el seu rival va presentar nou jugadors internacionals en el seu onze titular: Jerzy Dudek, Álvaro Arbeloa, Raúl Albiol, Christoph Metzelder, Royston Drenthe, Mahamadou Diarra, Guti, Esteban Granero, Raúl, Rafael van der Vaart i Karim Benzema, amb Ruud van Nistelrooy, Fernando Gago i Marcelo com a suplents a la segona part.
El 10 de novembre, al partit de tornada a l'estadi Santiago Bernabéu, el club va perdre 1-0, però va guanyar 4-1 en el global, passant així als vuitens de final. on el club va ser eliminat pel Racing de Santander, 2–3 en total.

### 2010–actualitat
La mateixa temporada, va aconseguir l'ascens a Segona A, en guanyar el Pontevedra CF (3–0 en el global) i l'Ontinyent CF 4–3 en el global) en el darrer partit de l'eliminatòria. A la segona fase, el club va jugar dues vegades els play-offs a primera però va ser derrotat davant el Reial Valladolid a la final dels play-offs de Segona Divisió 2012 i pel Girona FC a les semifinals del play-off de Segona Divisió 2013.
L'any 2017, l'Alcorcón es va classificar als quarts de final de la Copa del Rei per primera vegada a la seva història després d'una victòria a la tanda de penals davant l'RCD Espanyol, però va ser derrotat després pel Alavés per 2–0 en el global. El club va quedar 13è la temporada 2017-18 a Segona Divisió, a només 4 punts del descens, i també va lluitar la següent campanya, però va conservar el seu lloc a Segona Divisió després d'acabar la temporada a la 14a posició.
El juny de 2019, Roland Duchâtelet va vendre el club a un grup liderat per l'inversor nord-americà David Blitzer per uns 13 milions d'euros. A l'abril de 2022, l'Alcorcón va baixar a tercera divisió després de ser derrotat per l'FC Cartagena, posant fi a la seva estada de 12 anys a segona divisió. El 2023, l'AD Alcorcón va signar un acord de patrocini amb Hacksaw Gaming per a la temporada 2022/2023.
El 24 de juny de 2023, l'AD Alcorcón va aconseguir l'ascens a Segona Divisió després de derrotar el CE Castelló amb un total d'1–2 en el play-off d'ascens de Primera Federació i va tornar a la segona categoria després d'un any d'absència, però van baixar immediatament la temporada 2023–24.

## Jugadors

### Plantilla 2024-25
A 6 febrer 2025.
| N. | Pos. | Nac. | Jugador                                    |
| -- | ---- | --- | ------------------------------------------ |
| 1  | POR  | [[Fitxer:Flag of Spain.svg\|23x15px\|border \|alt=Espanya\|link=Selecció de futbol d'Espanya\|{{#if:\|]]          | Gaizka Ayesa                               |
| 2  | DEF  | [[Fitxer:Flag of Spain.svg\|23x15px\|border \|alt=Espanya\|link=Selecció de futbol d'Espanya\|{{#if:\|]]          | Juan Sebastián (cedit pel Reial Saragossa) |
| 3  | DEF  | [[Fitxer:Flag of Catalonia.svg\|23x15px\|border \|alt=Catalunya\|link=Selecció de futbol de Catalunya\|{{#if:\|]] | Adrià Vilanova                             |
| 4  | DEF  | [[Fitxer:Flag of Spain.svg\|23x15px\|border \|alt=Espanya\|link=Selecció de futbol d'Espanya\|{{#if:\|]]          | Joan Rojas                                 |
| 5  | DEF  | [[Fitxer:Flag of Spain.svg\|23x15px\|border \|alt=Espanya\|link=Selecció de futbol d'Espanya\|{{#if:\|]]          | Javier Rentero                             |
| 6  | MIG  | [[Fitxer:Flag of Spain.svg\|23x15px\|border \|alt=Espanya\|link=Selecció de futbol d'Espanya\|{{#if:\|]]          | David Ramos                                |
| 7  | DAV  | [[Fitxer:Flag of Spain.svg\|23x15px\|border \|alt=Espanya\|link=Selecció de futbol d'Espanya\|{{#if:\|]]          | Esteban Aparicio                           |
| 8  | MIG  | [[Fitxer:Flag of Spain.svg\|23x15px\|border \|alt=Espanya\|link=Selecció de futbol d'Espanya\|{{#if:\|]]          | Yael Ballesteros                           |
| 10 | DAV  | [[Fitxer:Flag of Spain.svg\|23x15px\|border \|alt=Espanya\|link=Selecció de futbol d'Espanya\|{{#if:\|]]          | Rayco Rodríguez                            |
| 11 | DAV  | [[Fitxer:Flag of Ukraine.svg\|23x15px\|border \|alt=Ucraïna\|link=Selecció de futbol d'Ucraïna\|{{#if:\|]]        | Vladys Kopotun                             |
| 12 | MIG  | [[Fitxer:Flag of Panama.svg\|23x15px\|border \|alt=Panamà\|link=Selecció de futbol de Panamà\|{{#if:\|]]          | Josiel Núñez                               |
| 13 | POR  | [[Fitxer:Flag of Spain.svg\|23x15px\|border \|alt=Espanya\|link=Selecció de futbol d'Espanya\|{{#if:\|]]          | Josele Martínez                            |

| N. | Pos. | Nac. | Jugador                              |
| -- | ---- | --- | ------------------------------------ |
| 14 | DAV  | [[Fitxer:Flag of Spain.svg\|23x15px\|border \|alt=Espanya\|link=Selecció de futbol d'Espanya\|{{#if:\|]]       | Mario da Costa (cedit pel CE Eldenc) |
| 15 | DEF  | [[Fitxer:Flag of Spain.svg\|23x15px\|border \|alt=Espanya\|link=Selecció de futbol d'Espanya\|{{#if:\|]]       | Christian Manrique                   |
| 16 | MIG  | [[Fitxer:Flag of Spain.svg\|23x15px\|border \|alt=Espanya\|link=Selecció de futbol d'Espanya\|{{#if:\|]]       | Miguel Capitas                       |
| 17 | DAV  | [[Fitxer:Flag of Spain.svg\|23x15px\|border \|alt=Espanya\|link=Selecció de futbol d'Espanya\|{{#if:\|]]       | Sergio Navarro                       |
| 18 | DEF  | [[Fitxer:Flag of Portugal.svg\|23x15px\|border \|alt=Portugal\|link=Selecció de futbol de Portugal\|{{#if:\|]] | Stitch                               |
| 19 | DEF  | [[Fitxer:Flag of Spain.svg\|23x15px\|border \|alt=Espanya\|link=Selecció de futbol d'Espanya\|{{#if:\|]]       | Jordi Pola                           |
| 21 | DAV  | [[Fitxer:Flag of Spain.svg\|23x15px\|border \|alt=Espanya\|link=Selecció de futbol d'Espanya\|{{#if:\|]]       | Rafa Llorente                        |
| 22 | DEF  | [[Fitxer:Flag of Spain.svg\|23x15px\|border \|alt=Espanya\|link=Selecció de futbol d'Espanya\|{{#if:\|]]       | Marc Lachèvre                        |
| 23 | DEF  | [[Fitxer:Flag of Spain.svg\|23x15px\|border \|alt=Espanya\|link=Selecció de futbol d'Espanya\|{{#if:\|]]       | David Navarro                        |
| 27 | DEF  | [[Fitxer:Flag of Spain.svg\|23x15px\|border \|alt=Espanya\|link=Selecció de futbol d'Espanya\|{{#if:\|]]       | Álvaro Santiago                      |
| 30 | DEF  | [[Fitxer:Flag of Spain.svg\|23x15px\|border \|alt=Espanya\|link=Selecció de futbol d'Espanya\|{{#if:\|]]       | Samu Rodríguez                       |

### Equip filial
| N. | Pos. | Nac. | Jugador       |
| -- | ---- | --- | ------------- |
| 27 | DEF  | [[Fitxer:Flag of Spain.svg\|23x15px\|border \|alt=Espanya\|link=Selecció de futbol d'Espanya\|{{#if:\|]] | Eric Gómez    |
| 28 | MIG  | [[Fitxer:Flag of Spain.svg\|23x15px\|border \|alt=Espanya\|link=Selecció de futbol d'Espanya\|{{#if:\|]] | Jaime Garrido |
| 29 | DEF  | [[Fitxer:Flag of Spain.svg\|23x15px\|border \|alt=Espanya\|link=Selecció de futbol d'Espanya\|{{#if:\|]] | Èric Callís   |
| 30 | MIG  | [[Fitxer:Flag of Spain.svg\|23x15px\|border \|alt=Espanya\|link=Selecció de futbol d'Espanya\|{{#if:\|]] | Íñigo García  |
| 31 | POR  | [[Fitxer:Flag of Spain.svg\|23x15px\|border \|alt=Espanya\|link=Selecció de futbol d'Espanya\|{{#if:\|]] | Alex Ruiz     |
| 32 | DEF  | [[Fitxer:Flag of Spain.svg\|23x15px\|border \|alt=Espanya\|link=Selecció de futbol d'Espanya\|{{#if:\|]] | Héctor Criado |

| N. | Pos. | Nac. | Jugador         |
| -- | ---- | --- | --------------- |
| 34 | MIG  | [[Fitxer:Flag of Spain.svg\|23x15px\|border \|alt=Espanya\|link=Selecció de futbol d'Espanya\|{{#if:\|]] | Isra García     |
| 35 | DEF  | [[Fitxer:Flag of Spain.svg\|23x15px\|border \|alt=Espanya\|link=Selecció de futbol d'Espanya\|{{#if:\|]] | Fernando Romero |
| 36 | DAV  | [[Fitxer:Flag of Spain.svg\|23x15px\|border \|alt=Espanya\|link=Selecció de futbol d'Espanya\|{{#if:\|]] | Iker Vidal      |
| 37 | MIG  | [[Fitxer:Flag of Spain.svg\|23x15px\|border \|alt=Espanya\|link=Selecció de futbol d'Espanya\|{{#if:\|]] | Edu Llorente    |
| 38 | DEF  | [[Fitxer:Flag of Spain.svg\|23x15px\|border \|alt=Espanya\|link=Selecció de futbol d'Espanya\|{{#if:\|]] | Bryan Osorio    |

### Cedits a altres equips
| N. | Pos. | Nac. | Jugador                                                 |
| -- | ---- | --- | ------------------------------------------------------- |
| —  | DEF  | [[Fitxer:Flag of Spain.svg\|23x15px\|border \|alt=Espanya\|link=Selecció de futbol d'Espanya\|{{#if:\|]] | Álvaro Yuste (al UD Melilla fins al 30 de juny de 2024) |
| —  | DEF  | [[Fitxer:Flag of Spain.svg\|23x15px\|border \|alt=Espanya\|link=Selecció de futbol d'Espanya\|{{#if:\|]] | Iker Recio (al Gimnàstic fins al 30 de juny de 2024)    |
| —  | MIG  | [[Fitxer:Flag of Spain.svg\|23x15px\|border \|alt=Espanya\|link=Selecció de futbol d'Espanya\|{{#if:\|]] | Chus Ruiz (al Formentera fins al 30 de juny de 2024)    |

| N. | Pos. | Nac. | Jugador                                                          |
| -- | ---- | --- | ---------------------------------------------------------------- |
| —  | MIG  | [[Fitxer:Flag of Spain.svg\|23x15px\|border \|alt=Espanya\|link=Selecció de futbol d'Espanya\|{{#if:\|]] | Dani Cervera (al Terrassa FC fins al 30 de juny de 2024)         |
| —  | DAV  | [[Fitxer:Flag of Spain.svg\|23x15px\|border \|alt=Espanya\|link=Selecció de futbol d'Espanya\|{{#if:\|]] | Yago Paredes (al Valladolid Promesas fins al 30 de juny de 2024) |

### Staff tècnic
| Posició                      | Personal                              |
| ---------------------------- | ------------------------------------- |
| Entrenador                   | Mehdi Nafti                           |
| Segon entrenador             | Carlos Sánchez Pepe Bermúdez          |
| Preparador físic             | Luis Muñoz                            |
| Entrenador de porters        | Víctor Miguel Fernández               |
| Rehabilitació                | Aarón Fueyo                           |
| Analista                     | Maikel                                |
| Delegat                      | Pedro Cañizares                       |
| Utiller                      | Eduardo Alonso García Agustín Tamames |
| Director dels serveis mèdics | Roberto Redondo                       |
| Metge                        | Miguel González                       |
| Fisioterapeutes              | Álex Rodríguez Jorge Barañano         |

Darrera actualització: July 2023
Font: AD Alcorcón (castellà)